# Saga Vorkosiganów
Saga Vorkosiganów (Cykl barrayarski), cykl powieści, nowel i opowiadań autorstwa amerykańskiej pisarki Lois McMaster Bujold rozgrywających się w świecie wysoko rozwiniętych technicznie cywilizacji na kilku planetach i w przestrzeni kosmicznej.
Bohaterami są głównie członkowie arystokratycznej rodziny Vorkosiganów z planety Barrayar – Aral Vorkosigan, admirał wojsk barrayarskich, potem regent cesarza; jego żona Cordelia Naismith, lady Vorkosigan, początkowo oficer zwiadu, pochodząca z Kolonii Beta oraz ich syn Miles Vorkosigan, używający także panieńskiego nazwiska swojej matki, niepełnosprawny oficer barrayarskiego wywiadu, a także... samozwańczy admirał armii najemników.
Cykl nosi znamiona space opery, z silną podbudową psychologiczną i socjologiczną. W utworach można także odnaleźć elementy kryminalne i romansowe. Spośród innych podobnych utworów wyróżniają go oryginalna, wartka, ale inteligentna i spójna fabuła oraz specyficzne poczucie humoru głównych bohaterów.

## Utwory wchodzące w skład cyklu
W chronologii cyklu:
- 1996 – Dreamweaver's Dilemma
- 1988 – Stan niewolności (Falling Free) – miesięcznik Nowa Fantastyka 09/1995-02/1996; Prószyński i S-ka 1997, ISBN 83-7180-143-2
- 1986 – Strzępy honoru (Shards of Honor) – Prószyński i S-ka 1996, ISBN 83-86669-72-1
- 1986 – Po walce (Aftermaths) – miesięcznik Nowa Fantastyka 03/1996 (wydany samodzielnie epilog Strzępów honoru)
- 1991 – Barrayar (Barrayar) – Prószyński i S-ka 1996, ISBN 83-86868-77-5
- 1986 – Uczeń wojownika (The Warrior's Apprentice) – Prószyński i S-ka 1998, ISBN 83-7180-185-8
- 1989 – Lamentowe Góry (The Mountains of Mourning) – miesięcznik Nowa Fantastyka 02-03/1994; zbiór Granice nieskończoności
- 1990 – Gra (The Vor Game) – Prószyński i S-ka 1999, ISBN 83-7180-479-2
- 1995 – Cetaganda (Cetaganda) – Prószyński i S-ka 2000, ISBN 83-7255-624-5
- 1986 – Ethan z planety Athos (Ethan of Athos) – Zysk i S-ka 1994, ISBN 83-86530-15-4
- 1989 – Labirynt (Labyrinth) – zbiór Granice nieskończoności
- 1987 – Granice nieskończoności (Borders of Infinity) – zbiór Granice nieskończoności, Prószyński i S-ka 1998, ISBN 83-7180-707-4
- 1989 – Towarzysze broni (Brothers in Arms) – Prószyński i S-ka 1998, ISBN 83-7180-354-0
- 1994 – Lustrzany taniec (Mirror Dance) – Prószyński i S-ka 2002, ISBN 83-7337-142-7
- 1996 – Memory
- 1998 – Komarr
- 1999 – A Civil Campaign
- 2003/2004 – Winterfair Gifts (2003 po chorwacku i rosyjsku, 2004 po angielsku)
- 2002 – Diplomatic Immunity
- 2012 – Captain Vorpatril's Alliance
- 2010 – Cryoburn
- 2016 - Gentleman Jole and the Red Queen
- 2018 - The Flowers of Vashnoi (Nowela)

## Nagrody
- 1988 – nagroda Nebula za powieść Stan niewolności
- 1989 – nagrody Hugo i Nebula za opowiadanie Lamentowe Góry
- 1990 – nagroda Hugo za powieść Gra
- 1991 – nagroda Hugo i Nagroda Locusa za powieść Barrayar
- 1994 – nagroda Hugo i Nagroda Locusa za powieść Lustrzany taniec